# Gendarmes et Voleurs
Pour plus de détails, voir Fiche technique et Distribution.
Gendarmes et Voleurs (titre original : Guardie e ladri) est un film italien réalisé par Mario Monicelli et Steno sorti en 1951. Il est produit par Dino De Laurentiis et Carlo Ponti et est interprété par Totò et Aldo Fabrizi.
Son style est proche du néoréalisme italien. Sorti en salles italiennes en novembre 1951, il est en compétition au Festival de Cannes en 1952, où Piero Tellini remporte le prix du scénario. Totò quant à lui est récompensé avec un ruban d'argent.
Le film a eu des problèmes avec la censure, car il met sur le même plan un voleur et le garde qui le poursuit. Le film a été un énorme succès et a reçu un accueil inattendu de la part des critiques.

## Synopsis
Ferdinando Esposito vit de petites arnaques à Rome. Déguisé en guide il vend de fausses pièces antiques à des touristes, l'un d'eux, Locuzzo, découvre qu'il vient de se faire avoir et jure de retrouver Esposito qui s'enfuit. Ce dernier recrute des enfants pour aller chercher des colis à une distribution de bienfaisance organisée par des Américains à destination des familles italiennes en difficulté. Mais alors qu'arrive son tour, Esposito découvre que l'Américain organisateur n'est autre que Locuzzo, qui le reconnait et envoie le sergent Bottoni à ses trousses. Au bout d'une longue poursuite le policier rattrape le voleur, mais ce dernier, par un subterfuge, arrive à s'échapper. Locuzzo est furieux et en réfère en très haut lieu. Bottoni est suspendu et menacé de procès pour négligence. S'il veut s'en tirer il va devoir retrouver Esposito avant la date du procès. Pour ce faire, il va se rapprocher de la famille d'Esposito pour découvrir où ce dernier se cache...

## Fiche techniqueTitre:Gendarmes et Voleurs
- Titre original : Guardie e ladri
- Réalisation : Mario Monicelli et Steno
- Scénario : Steno et Piero Tellini
- Dialogues : Mario Monicelli et Ruggero Maccari
- Production : Dino De Laurentiis, Carlo Ponti et Bruno Todini
- Musique : Alessandro Cicognini
- Photographie : Mario Bava
- Montage : Adriana Novelli
- Décors : Flavio Mogherini
- Pays d'origine : Italie
- Format : noir et blanc - 1,37:1 - Mono - 35 mm
- Genre : comédie
- Durée : 109 minutes
- Date de sortie : 29 novembre 1951

## Production
Le sujet de Gendarmes et Voleurs est né de Piero Tellini, qui a été inspiré par une idée de Federico Fellini. Le film devait être réalisé par Luigi Zampa. Le réalisateur a voulu attribuer la partie de la garde à Peppino De Filippo et celui de son épouse Anna Magnani, mais a dû annuler le film parce que certains de ses vieux films avaient des problèmes avec la censure. Par conséquent, la direction a été confiée à Mario Monicelli et Steno. Le film a été l'un des premiers à être produits par la maison de production « Ponti-De Laurentiis » et Carlo Ponti a eu l'idée de mettre sur pied Toto et Aldo Fabrizi. Dans la vraie vie, les deux acteurs étaient des amis affectueux, mais n'avaient jamais travaillé ensemble. Tout le monde était inquiet de ce qui pourrait arriver Toto et Fabrizi mis ensemble, cependant, tout s'est très bien passé. Toto était un peu « hésitant au début, quand on lui a offert le rôle, parce qu'il était très différent de celui des personnages qu'il avait joués auparavant ». Le tournage de Steno et Monicelli a commencé 3 février 1951, mais en raison des problèmes qu'ils ont eus avec la censure du film, il a été libéré vers la fin de l'année, donc Steno et Monicelli ont dû changer certaines choses dans le film déjà tourné.

## Distribution
- Totò : Ferdinando Esposito
- Aldo Fabrizi : sergent Bottoni
- Ernesto Almirante : le père de Ferdinando
- Giulio Calì : le mendiant
- William Tubbs : M. Locuzzo (l'Américain)
- Pietro Carloni : le commissaire
- Mario Castellani : Amilcare
- Carlo Delle Piane : Libero Esposito
- Aldo Giuffré : le complice d'Esposito
- Gino Leurini : Alfredo Tarantelli
- Ave Ninchi : Giovanna Bottoni
- Pina Piovani : Donata Esposito
- Rossana Podestà : Liliana Bottoni
- Paolo Modugno
- Gino Scotti
- Aldo Alimonti
- Riccardo Antolini
- Alida Cappellini
- Rocco D'Assunta
- Armando Guarnieri
- Ettore Jannetti

## Récompenses et distinctions
- Prix du meilleur scénario au Festival de Cannes 1952[2]
- Ruban d'argent au Totò

## Remake
- En 1997, le réalisateur russe Nikolay Dostal a tourné un remake du film sous le titre Politseiskiye i vory.